# Fort Trumbull
Fort Trumbull ist der Name einer ehemaligen Militärbasis in New London (Connecticut) im US-Bundesstaat Connecticut. Eine angrenzende, inzwischen abgerissene Siedlung hieß entsprechend Fort Trumbull neighborhood. Heute befindet sich dort unter anderem der Fort Trumbull State Park. Die Coast Guard Station New London liegt heute in unmittelbarer Nachbarschaft.

## Das Fort
1775 empfahl Gouverneur Jonathan Trumbull die Errichtung einer Befestigungsanlage am Hafen von New London um den Regierungssitz von Connecticut zu schützen. Das Fort wurde auf einer felsigen Landzunge an der Mündung des Thames River am Long Island Sound errichtet, wurde 1777 fertiggestellt und nach dem Gouverneur Trumbull benannt, der von 1769 bis 1784 im Amt war. 1781 wurde es während des Amerikanischen Unabhängigkeitskrieges von britischen Truppen durch Verrat eingenommen.

### Arnold’s raid

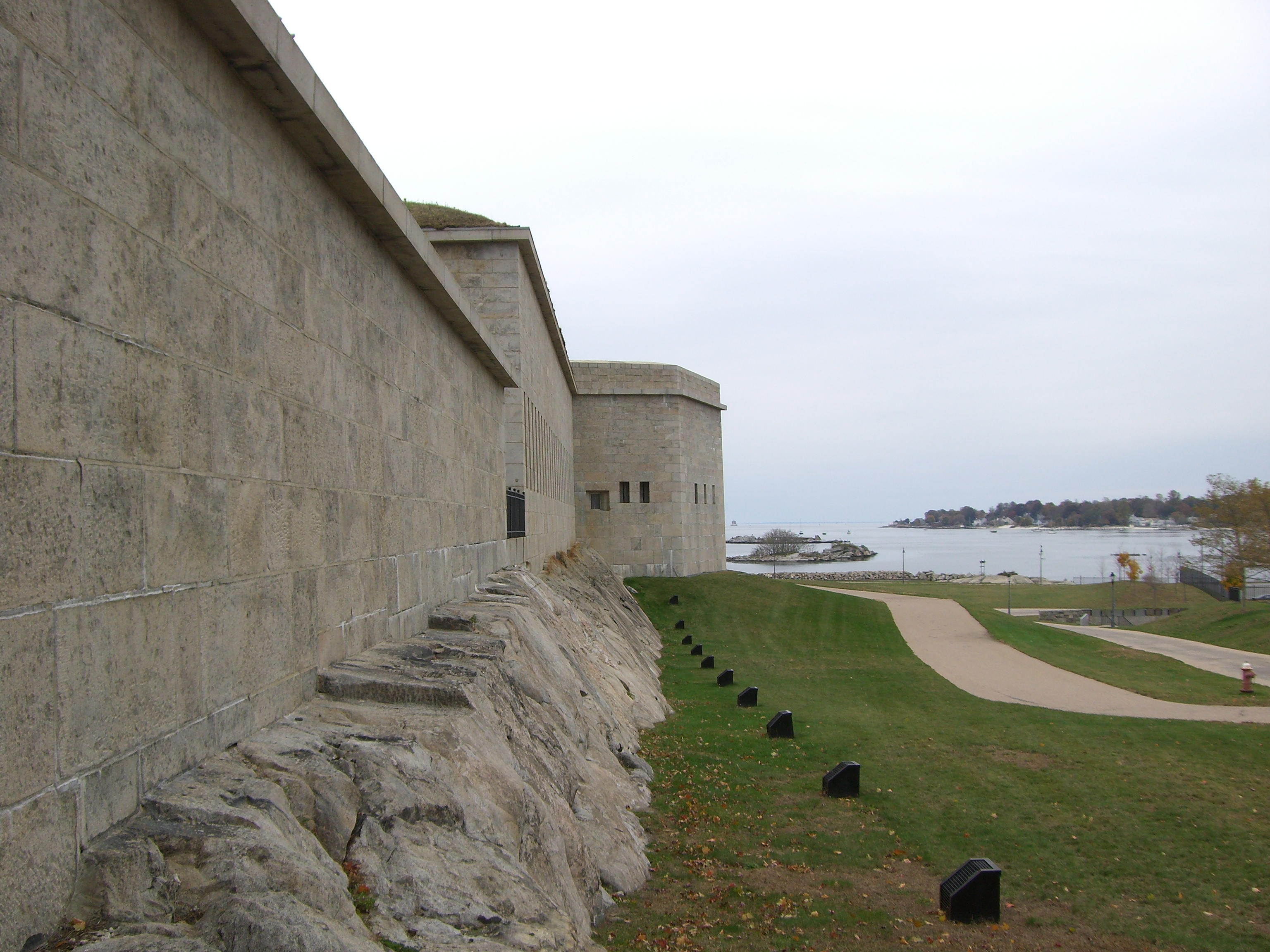
Fort Trumbull an der Küste des Long Island Sound

Am 10. September 1781 führte der Verräter Benedict Arnold, damals ein „Brigadier General“ der britischen Armee, einen Überfall auf Groton und New London an. Auf jeder Seite der Mündung des Thames River wurde jeweils eine Mannschaft angelandet, die von dort nach Fort Trumbull und nach Fort Griswold in Groton marschierten.
Fort Trumbull fiel nach schwachem Widerstand, aber ca. 150 Milizionäre von Connecticut verteidigten Fort Griswold tapfer. Als die Briten letztendlich das Fort erobert hatten, ergab sich der kommandierende „Lieutenant Colonel“ William Ledyard. Er wurde von Major Bromfield, dem britischen Kommandant, mit seinem eigenen Schwert getötet. Die verbleibende Mannschaft, 85 Milizionäre, wurden massakriert. Nach der Eroberung der beiden Forts brannten die Briten New London und Groton nieder und kehrten zu ihren Schiffen zurück.
In einer Zeitung von Philadelphia erschien folgender Bericht:
- Auszug aus einem Brief aus New London, vom Sept. 12. 
 Arnold hatte schon länger versprochen New London und die benachbarten Städte an der Küste zu besuchen, und nachdem der Feind schon oft in Sichtweite des Hafens erschienen war, wurden die Alarmschüsse zu diesem Anlass im umliegenden Gebiet als Willkommensgruß oder als Signale von anderen heimischen Schiffen interpretiert. Er erreichte das Land jedoch am 6. um fünf o (Fünf Uhr) und um sieben landete er 2500 Mann an, jeweils die Hälfte auf jeder Seite des Flusses. Um 8 machte die Miliz Musterung zu jeweils 8 oder 10 und hielt den Feind auf, bis etwa 100 ihren Weg zum Fort Trumbull erkämpft hatten; ihre große Überlegenheit zwang unsere Leute ihnen das Fort zu übergeben. Col. Ledyard, mit etwa 76 anderen tapferen Gefährten, zog sich auf dei Seite von Fort Groton zurück, die sie heftig verteidigten. Der nächste Angriff ging gegen das Fort, wo sie mehrere Male durch unbeschreibliche Tapferkeit zurückgeschlagen wurden, für ungefähr drei Stunden. Eine Flagge wurde überbracht mit dem Befehl, das Fort zu übergeben und begleitet von der Drohung, dass es im Falle einer Verweigerung kein Pardon gegeben würde. Der Kommandant beriet sich mit seiner tapferen Garnison, die sich weigerte, aufzugeben. Das Gefecht wurde wieder aufgenommen, als der Flaggenmast versehentlich abgeschossen wurde. Trotzdem hielt die Verteidigung ritterlich stand, bis fünf- oder sechshundert Feinde die Blockaden überwunden hatten und durch die Bresche eingedrungen waren. Zu dieser Zeit waren nur vier der Verteidiger getötet, und es wurde als klug erachtet, sich zu ergeben, um die Leben der übrigen zu retten. Der Offizier, der zu dieser Zeit die Angreifer befehligte (nachdem Major Montgomery getötet worden war) fragte nach, wer die Garnison kommandiere? Colonel Ledyard informierte ihn, dass er die Ehre habe, aber dass er so unglücklich sei, sie übergeben zu müssen, und übergab zur selben Zeit sein Schwert, und bat um Pardon für sich und seine Leute; darauf antwortete der unrühmliche Fiesling: „Ihr Taugenichtse, ich gebe euch Pardon“, und ihm das Schwert in den Körper stieß. Die unmenschlichen Banditen, nahmen das als Signal, und rammten ihre Bajonette den Gefangenen bis zur Mündung der Gewehre in die Brust, bis auf ein oder zwei, die sich flüchten konnten. 
 Nach der Massakrierung der Lebenden beleidigten sie noch die Toten durch Taten zu schrecklich, als das man sie nennen könnte -- die Körper wurden dazu nebeneinander ausgestellt, und, um Verachtung für Col. Ledyard zu zeigen, suchten sie einen Negroe aus und legten den neben ihn.
Es gab niemals so viel Unglück irgendwo als jetzt gerade hier; es leben 50 Witwen im Umkreis von 8 Meilen von Groton. 
Vor ihrer Abfahrt, am Abend desselben Tages an dem sie angelandet waren, brannten sie alle Schiffe, die nicht den Norwich River hinauffahren konnten mit ihren Waren, darunter auch einige teure Prizes, die erst vor kurzem angekommen waren. Einiges von den Waren wurde an Bord geladen – etwa 40 Segelschiffe, alle in Flammen, trieben den Strom hoch und runter. Die Prizebrig Hope, die mit Nachschub beladen war, entkam glücklicherweise der generellen Verbrennung, 'wohl das Feuer von der Küste mehrere Male die Segel auf dem Quarterdeck ergriff und jedes Mal wieder ausging --- mehrere Schiffe in vollen Flammen näherten sich auf zwei oder drei Fuß entfernung, zehn lagen in 40 yards entfernung, die bis zur Wasserlinie verbrannten, aber die Vorsehung entschied, dass sie entkommen sollte, und eine sehr glückliche (Vorsehung) war es, denn es gab keine anderen Vorräte in der Stadt….

### 19. Jahrhundert
Im frühen 19. Jahrhundert wurde das Fort umgestaltet und wieder erbaut um den veränderten militärischen Notwendigkeiten zu genügen. Zunächst wurde ein „redoubt“ zur Seite gebaut, um eine ähnliche Attacke wie die der Briten unmöglich zu machen. Die jetzige Befestigung wurde zwischen 1839 und 1852 als fünfseitiges, Vier-Bastionnen-Küstenverteidigungsfort errichtet. Das neue Fort wurde unter der Aufsicht von George Washington Cullum errichtet, der später als Superintendent der United States Military Academy in West Point, New York diente.
Während des Sezessionskriegs diente Fort Trumbull als ein Organisationszentrum für die Truppen der Union und als Hauptquartier für das U.S. 14th Infantry Regiment. Hier wurden Truppen rekrutiert und trainiert, bevor sie in den Krieg geschickt wurden. Fort Trumbull wurde kurzzeitig von John F. Reynolds kommandiert, der bis zum „Major General“ aufstieg und bei der Schlacht von Gettysburg 1863 fiel.
Von 1863 bis 1879 war der „Ordnance Sergeant“ Mark Wentworth Smith zu Fort Trumbull zugeordnet und diente als Standortsbeauftragter von Fort Griswold, das damals als nicht besetzter Unterposten diente. Neben anderen Aufgaben unterhielt er einen Gemüsegarten, um die Ernährung der Soldaten von Fort Trumbull aufzubessern. Smith wurde 1803 in New Hampshire geboren und trat um 1820 in die Armee ein. Er wurde bei der Schlacht von Chapultepec während des Mexikanisch-Amerikanischen Kriegs verwundet. Aus unbekannten Gründen erhielt er die Erlaubnis, bis zu seinem Tod (1879) im aktiven Dienst zu bleiben. Er war wahrscheinlich der Älteste, der im 19. Jahrhundert in der United States Army im aktiven Dienst stand. Nur ein „Army Air Forces Master Sergeant“ John W. Westervelt diente länger. Er diente im Zweiten Weltkrieg bis zu seiner Pensionierung 1945 bis zum Alter von 77 Jahren.

### 20. Jahrhundert

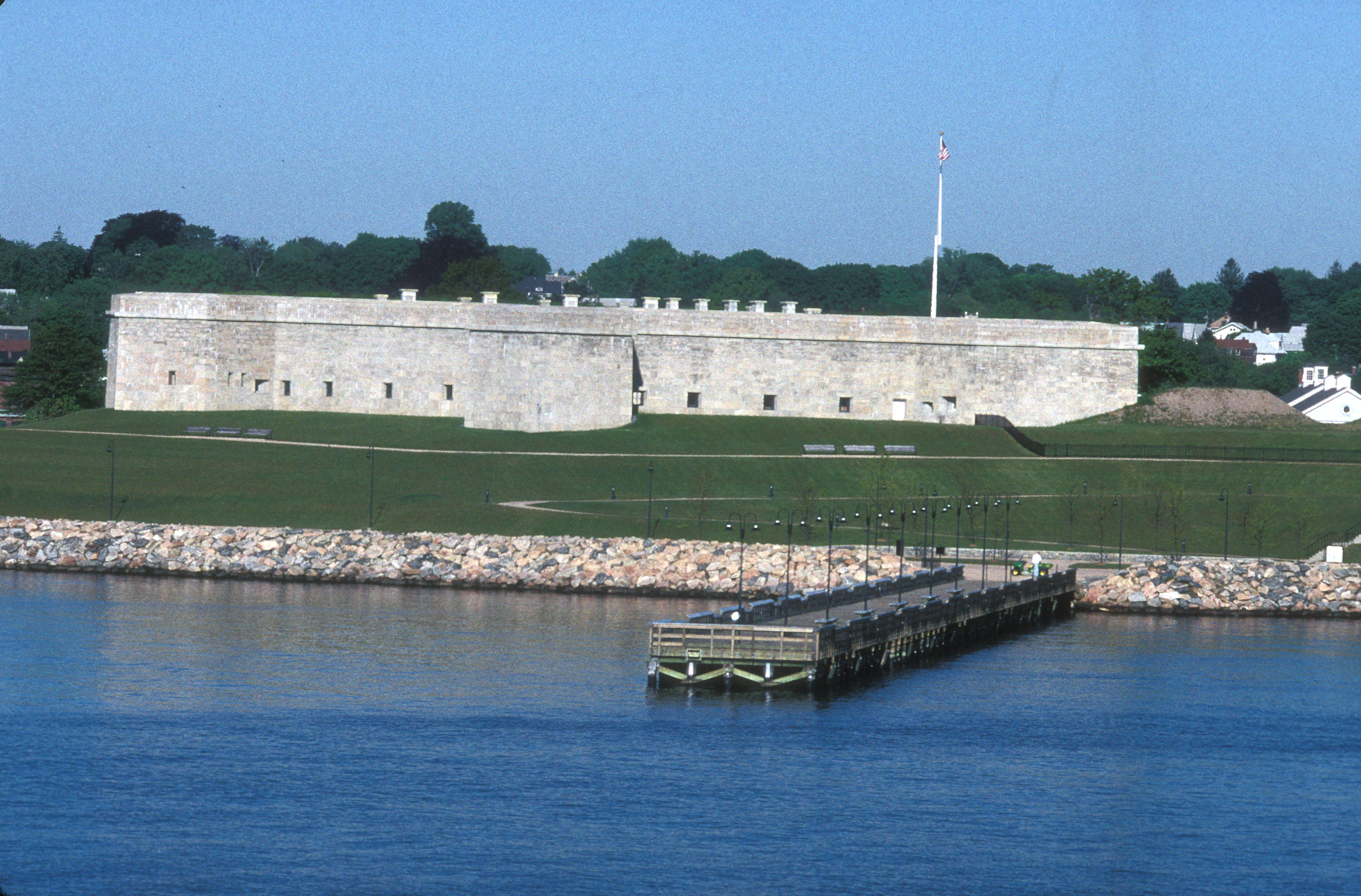

Nach dem Bürgerkrieg wurde Fort Trumbull nochmals ausgebaut und moderne Artillerie installiert. In den frühen 1900ern wurden noch mehrere weitere moderne Endicott era fortifications erbaut um den Long Island Sound zu verteidigen. Fort Trumbull diente als Hauptquartier dieser Forts, bis es 1910 an den Revenue Cutter Service (die spätere Coast Guard) als Standort der Revenue Cutter Academy (United States Coast Guard Academy, 1915) übergeben wurde. Die Coast Guard Academy zog 1932 in ihre heutigen Räumlichkeiten um.
Später diente das Fort der Merchant Marine als Officers Training School (1939–1946). Einer der „Merchant Marine officers“ der dort ausgebildet wurde, war der Schauspieler Jack Lord, der für seine Rolle als Steve McGarrett in der Fernsehserie Hawaii Five-O in den 1960er und 1970er Jahren bekannt wurde.
Nach dem Zweiten Weltkrieg wurde Fort Trumbull zum Satellite-campus der University of Connecticut (1946–1950). Dort wurden Kriegsveteranen nach der G. I. Bill ausgebildet.
Von 1950 bis 1990 war Fort Trumbull ein Standort des Naval Underwater Sound Laboratory, dass Sonar-Systeme und ähnliche Instrumente für US Navy-U-Boote. 1990 wurde das „Sound Laboratory“ mit dem Naval Underwater Systems Center in Newport zusammengelegt und die Einrichtung in Fort Trumbull wurde geschlossen.

## Redevelopment & State park

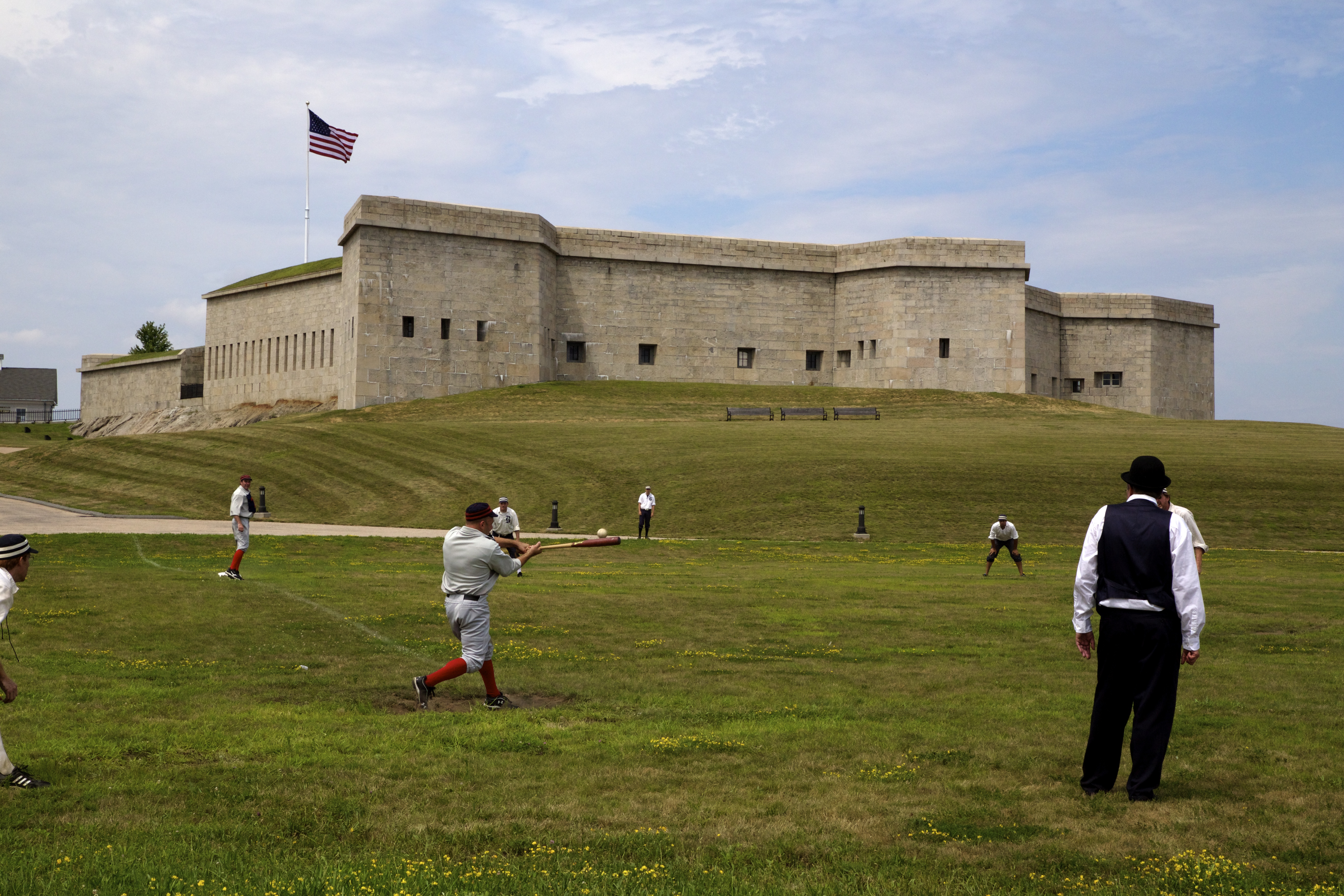
Thames Baseball club in Fort Trumbull

Die „Neighborhood of Fort Trumbull“, eine Siedlung mit etwa 20 Ein- und Mehrfamilien-Häusern die Anfang des 20. Jahrhunderts entstand, wurde in den 2000ern abgerissen, um Platz zu schaffen für einen Wirtschaftsentwicklungsplan von New London. Der Plan wurde in einem Prozess angefochten, der bis zum Obersten Gerichtshof der Vereinigten Staaten ging (Kelo v. City of New London). Die Stadt ging daraus als Sieger hervor. Der Konflikt gilt als bezeichnend für Überbürokratisierung und Ineffizienz der Regierung.
35 acre (9 ha) Land sollten laut diesem Plan entwickelt werden. Der Fort Trumbull District/MDP area liegt etwa eine Meile von New Londons Historischer Altstadt entfernt.

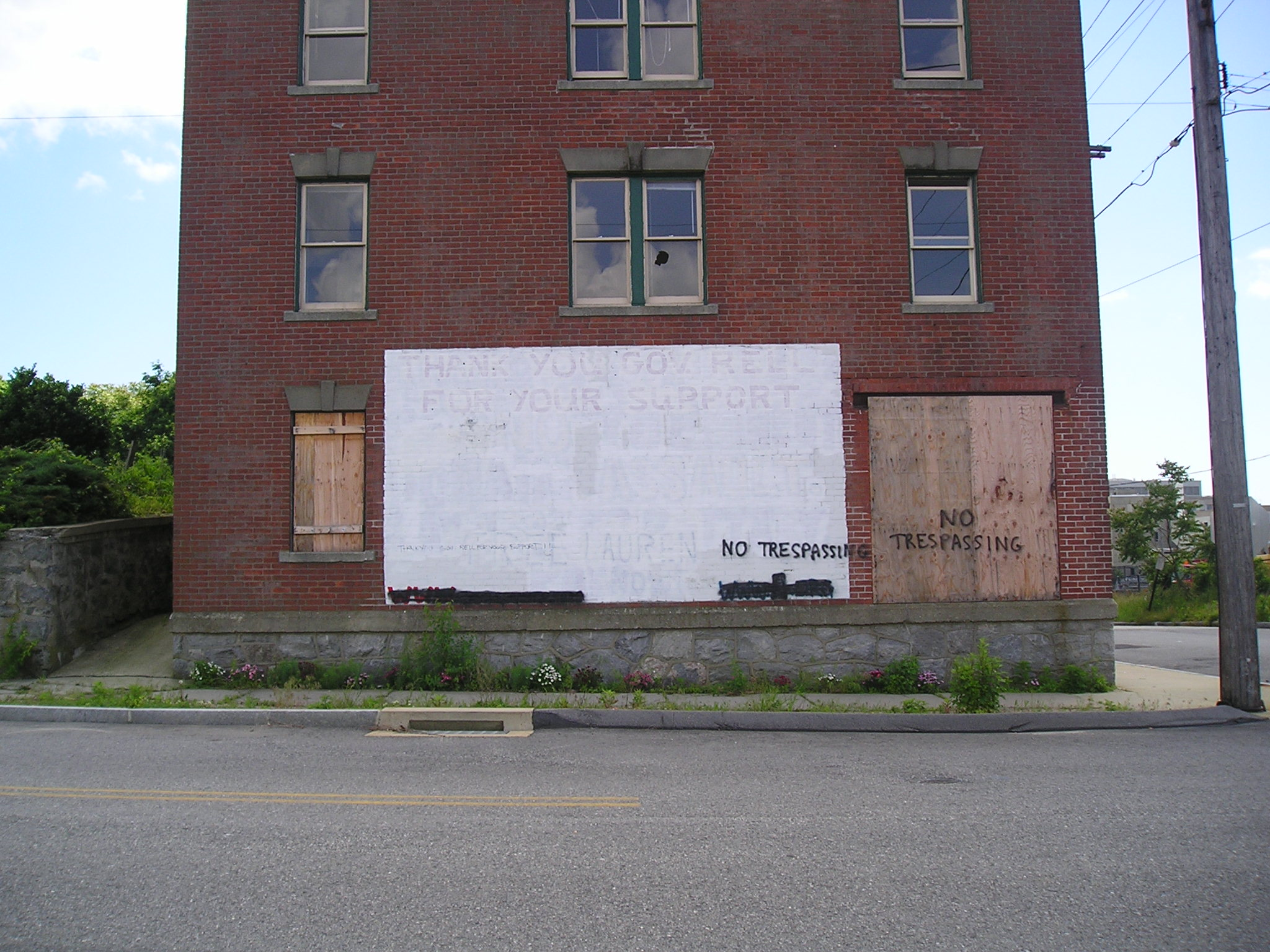
Eines der wenigen erhaltenen Häuser in der Fort Trumbull neighborhood, Juni 2007.

Zwei Faktoren waren Auslöser für das Projekt: 1996 schloss die U.S. Navy das Naval Undersea Warfare Center (NUWC) in Fort Trumbull und 1997 verkündete Pfizer Inc., dass der Konzern ein Global Research and Development Headquarters auf einem benachbarten Gelände einrichten wollten.
Trotz des juristischen Erfolgs, kam das Projekt nie in Schwung. Es wurden keine Investoren gefunden. Bis 2015 konnten die Areale, welche die Stadt erworben hatte nicht verkauft werden. Darüber hinaus verkündete Pfizer 2009, dass sie ihre Einrichtung schließen würden und nach Groton in ein anderes Werk verlagern.  Der New London campus wurde 2010 an General Dynamics verkauft, die in dem Areal Bürobauten errichteten. Heute kämpft New London Main Street, eine Bürgerorganisation, die sich seit 1998 um die Erhaltung des New London Historic Waterfront District kümmert, darum die wirtschaftliche Vitalität zu beweisen und den historischen Charakter des Distrikts zu erhalten.
Fort Trumbull selbst wurde über mehrere Jahre hinweg renoviert und 2000 als State Park eröffnet. Seither wird es als Touristenattraktion vermarktet und für Konzerte und Events genutzt. In den ehemaligen Officers' quarters befindet sich ein Museum.